# So Glad I Have You/Bubble Full of Rainbows
So Glad I Have You/Bubble Full of Rainbow è il secondo singolo di Nikka Costa (e, penultimo, della trilogia della sua infanzia), pubblicato nel 1982 dalla CGD (catalogo 10391) ed estratto dall'eponimo album di debutto, uscito l'anno precedente.

## I brani

### So Glad I Have You
So Glad I Have You è il brano pubblicato sul lato A del singolo. Il testo è di Terry Ray Costa e sua figlia Nikka, mentre la musica è di Santo Farina (ex-Santo & Johnny).

### Bubble Full of Rainbows
Bubble Full of Rainbows è il brano pubblicato sul lato B del singolo. Il testo è di Marva Jan Marrow, mentre la musica è di Tony Renis.

## Tracce

### Lato A
1. So Glad I Have You – 3:25 (testo: Terry Ray e Nikka Costa – musica: Santo Farina)

### Lato B
1. Bubble Full of Rainbows – 3:10 (testo: Marva Jan Marrow – musica: Tony Renis)

## Staff artistico
- Nikka Costa - voce
- Don Costa - direzione orchestrale